# Étang du Pourra
L’étang du Pourra est une vaste étendue d'eau temporaire, située sur les communes de Port-de-Bouc et de Saint-Mitre-les-Remparts, dans les Bouches-du-Rhône.

## Géographie
L'étang, situé au sud-ouest de Saint-Mitre-les-Remparts, est séparé de l'étang d'Engrenier par un étroit plateau sur lequel s'étend la forêt de Castillon. Au sud se situe la ville de Port-de-Bouc. Au nord se trouvent l'oppidum de Saint-Blaise, l'étang de Lavalduc, l'étang de Citis et l'étang de Rassuen.

### Topographie
Environné de collines recouvertes de garrigues et de pinèdes, ce vaste étang, peu profond, dont le plancher est situé à six mètres au-dessous du niveau de la mer, fait partie d'un ensemble de cinq étangs occupant des dépressions d'origine éolienne. Il joue, comme les autres, un rôle de relais pour l'avifaune, entre La Crau et l'étang de Berre.
Il occupe une dépression fermée, de 1,7 km sur 2 km, dont la Statistique donnait une circonférence de 5 000 m et une superficie initiale de 12 ha, réduite par la suite à 10 ha. Selon les mêmes sources, son niveau se situe à -6 m et, selon la Statistique, à 5 m au-dessus d'Engrenier, soit -3,76 m, et, selon Denizot, à -8 m. Étant donné sa faculté à s'assécher souvent, les chiffres varient beaucoup. Seul Delebecque indique qu'il s'agit de la cote de fond. La carte IGN au 1/50 000e place la courbe 0 dans la partie Sud de l'étang, dans le secteur actuellement émergé. 
L'étang est le réceptacle des apports sédimentaires d'un vaste secteur dont il a enregistré l'histoire. Un sondage a permis à Frédéric Trément d'en extraire une carotte de 5 m de long. Son analyse sédimentologique a été confrontée d'une part à l'étude géomorphologique des cuvettes voisines et de leurs bassins versants, d'autre part à l'histoire de l'occupation du sol (M. Provensal, L. Bertucchi, M. Pelissier, 1994, p.185-205).
Elle a permis de saisir la dégradation du milieu. Durant une période ancienne, correspondant à un paysage forestier aux versants stables, couverts de sols bien développés, l'effet de la présence de l'homme sur l'environnement était pratiquement inexistant. Entre l'Âge du bronze et l'Antiquité romaine, le niveau des plans d'eau correspond à une pluviométrie plus faible que pendant la période précédente : l'activité morphogénique reste médiocre. Cette faiblesse correspond au mode d'occupation des sols, limité aux plateaux calcaires durant l'Âge du fer.
Dans le bassin de Pourra, le milieu reste stable et les sols se reconstituent jusqu'à la fin de l'Antiquité tardive. Par la suite et jusqu'au XVIIIe siècle, l'érosion se développe par une série d'à-coups. À partir du XVIIe siècle et au XIXe siècle, un remarquable réseau de restanques assure la stabilité des versants.
Durant l'Âge du fer, dans la carotte prélevée dans l'étang, le pollen des arbres chute brusquement de 70 % à 40 %. Il faut y voir une déforestation due à l'intervention de l'homme.

### Hydrographie
Il existerait des archives[réf. nécessaire] prouvant qu'une galerie passant sous le plateau de Castillon aurait été creusée en 1790, reliant celui-ci à l'étang d'Engrenier. Elle aurait permis de vider celui du Pourra pour gagner des terres cultivables. L'incendie de 2000 a permis de découvrir plusieurs vestiges. Des travaux furent entrepris et les ouvriers découvrirent une galerie plus ancienne, partiellement effondrée, contenant quelques poteries romaines, ce qui fait dire à certains que ce tunnel daterait des Romains. En regardant l'étang, on peut distinguer une ligne droite bordée de joncs, qui matérialiserait l'embouchure de ce tunnel.
L'étang est temporairement en eau avec des à-secs estivaux plus ou moins longs et importants. En 1896, Delebecque le signale comme complètement à sec.

### Salinité
La salinité actuelle est à peu près nulle, mais il semble qu'il soit possible de rencontrer une croûte de sel qui se forme encore aujourd'hui, là où l'évaporation d'été fait reculer l'eau. L'origine de ce sel ne peut être mise en relation avec les étangs inférieurs, puisque aucune pompe à feu n'a jamais été installée à cet endroit. Selon les géologues, Le Pourra et l'étang de Citis n'ont jamais été en communication.

### Climat
Autour des étangs de l'intérieur, le climat des Bouches-du-Rhône est un climat méditerranéen. Les précipitations sont en moyenne de 500 mm d'eau par an, avec des pluies violentes au printemps et à l'automne. L'été est très chaud et l'hiver est doux. le mistral est parfois très violent avec des pointes dépassant les 100 km/h : il souffle près de cent jours par an.

## Occupation humaine de l'étang

### De l'Antiquité auXIXesiècle
Comme tous les autres étangs de l'intérieur, les rives celui-ci furent occupées depuis les temps les plus reculés. Henri Rolland signale sur les berges des documents d'époque néolithique. Bernard Bouloumié a, quant à lui, trouvé  les traces d'un petit oppidum dans la broussaille, avec un mur de fortification en travers, dans le secteur de Castillon qui sépare le Pourra d'Engrenier (distance entre 400 et 600 m) et à la cote 65, constitué d'un petit éperon rocheux. Sur l'à-pic qui domine le vallon, il a ramassé un fragment de coupe ionienne et de la céramique sigillée grise monochrome du VIe siècle.
Sous Louis XVI, les habitants de Saint-Mitre-les-Remparts demandent que l'étang soit asséché à cause de son insalubrité.

### DuXIXeauXXesiècle
Sous Napoléon Ier, on a voulu assécher l'étang, mais Chaptal, propriétaire de l'usine de soude de plan d'Aren, s'y est opposé.
Le Conservatoire du Littoral a récemment acquis cet étang de la Compagnie des Salins du Midi et a pris en charge la réalisation du premier plan de gestion des lieux, afin de déterminer les scénarios de gestion de ce site naturel très important pour la biodiversité.
Dans un projet de stockage en surface de déchets nucléaires, de faible et moyenne activité, le CEA recherchait un site de 40 à 50 ha ayant la capacité unitaire d'un million de m3 dans les années 1985, le projet devant être opérationnel en 1990. L'étang du Pourra, avec une superficie de « terres sèches » suffisante, avait retenu l'attention, malgré la présence d'une ligne à haute tension. Par contre, il semblerait que le fond de l'étang ne soit pas complètement étanche. La vue des habitants de Saint-Mitre-les-Remparts aurait plongé directement sur le site, et ce projet n'a pas abouti.

## Flore et faune de l'étang

### Flore
Dans les garrigues argileuses, se développent : l'Hélianthème à feuille de Marum, principalement au long des pistes. Cette diversité de flore et de faune est due au rythme annuel d'inondation et d'exondation. Dans les secteurs dessalés et rapidement exondés se développe la Bugrane sans épine,(Ononis mittissima) qui parvient dans les années humides à entrer dans la garrigue à Romarin. L'étang est ceinturé par une roselière avec par-ci, par-là le Marisque. Il y avait autrefois en abondance la Pulicaria de Sicile. Les endroits les plus salés, sont occupés par les sansouires ou les formations à Lavande de mer.
La vaste surface des berges, régulièrement inondée, voit croître les habitats à Crypsis aculeata ou à salicornes annuelles. Dans les environs proches de l'étang, sur les parcelles agricoles : la Garidelle, était encore présente vers 1960.

### Faune
D'après l'Inventaire du patrimoine naturel, ce site renferme dix huit espèces d'intérêt patrimonial dont cinq sont déterminantes.
L'hiver ce site est d'une grande importance pour l'avifaune, particulièrement le Grèbe à cou noir (jusqu'à mille individus observés), le flamant rose (près de mille observés) et également pour le Héron, l'Aigrette, divers espèce de Canard, Foulque macroule, Busard Saint-Martin,Chevêche d'Athéna, le Hibou grand-duc, le Bruant des roseaux, ainsi que les espèces nicheuses locales comme le Butor étoilé, le Canard souchet, le Canard chipeau, le Fuligule morillon, la Lusciniole à moustaches, le Blongios nain, le Héron pourpré, le Tadorne de Belon, le Busard des roseaux, le Faucon hobereau, l'Échasse blanche, la Panure à moustaches ou la Grèbe huppé.
Les amphibiens se reproduisant dans cette zone humide, comme le Pélobate cultripède, rarissime, et le Pélodyte ponctué.

## Organisation administrative
- Le site a fait partie d'une série de deux acquisitions entre 2004 et 2008 par le Conservatoire du littoral[9] ;
- classement en ZNIEFF n°13-109-105, zone terrestre de type I ;
- classement en ZNIEFF n°13-109-100, zone terrestre de type II, Inventaire du patrimoine de Provence-Alpes Côte d'Azur ;
- Réseau Natura 2000.
- depuis le 6 mars 2020, l'étang fait partie de la réserve naturelle régionale du Pourra - Domaine du Ranquet.